# Jan Hertl
Jan Hertl (23 de janeiro de 1929 - 14 de maio de 1996) foi um futebolista checo, que atuava como meia.

## Carreira
Jan Hertl fez parte do elenco da Seleção Tchecoslovaca de Futebol que disputou a Copa do Mundo de 1954.

## Ligações Externas
- Perfil em FIFA.com (em inglês)